# Copa Mundial de Clubes de la FIFA 2014
La Copa Mundial de Clubes de la FIFA 2014 fue la undécima edición del citado torneo de fútbol, el más importante a nivel de clubes del mundo organizado por la FIFA. El evento se disputó en Marruecos por segundo año consecutivo por los seis campeones de las distintas confederaciones continentales más el campeón local, por ser el país organizador.
El Real Madrid se coronó campeón tras ganar 2-0 en la final, disputada frente a San Lorenzo.

## Sedes
Las ciudades que fueron designadas como sedes para albergar la Copa Mundial de Clubes de la FIFA 2014 son Marrakech y Rabat.
| Marrakech                                | Rabat                                     |
| ---------------------------------------- | ----------------------------------------- |
| Estadio de Marrakech                     | Estadio Moulay Abdellah                   |
| 31°42′24″N 7°58′50″E / 31.70667, 7.98056 | 34°01′31″N 6°50′10″O / 34.02528, -6.83611 |
| Capacidad: 45 240                        | Capacidad: 52 000                         |
|                                          |                                           |
| Marrakech Rabat                          |                                           |

## Clubes clasificados
Los equipos participantes se clasificaron a lo largo del año a través de las seis mayores competiciones continentales y la primera división del país anfitrión. En cursiva, los equipos debutantes en la competición.
| Confederación                 | Equipo                   | Vía de clasificación                                     |
| ----------------------------- | ------------------------ | -------------------------------------------------------- |
| Europa                        | Real Madrid              | Campeón de la Liga de Campeones de la UEFA (2013/14)     |
| América del Sur               | San Lorenzo              | Campeón de la Copa Libertadores de América (2014)        |
| Norte, Centroamérica y Caribe | Cruz Azul                | Campeón de la Liga de Campeones de la Concacaf (2013/14) |
| Asia                          | Western Sydney Wanderers | Campeón de la Liga de Campeones de la AFC (2014)         |
| África                        | Sétif                    | Campeón de la Liga de Campeones de la CAF (2014)         |
| Oceanía                       | Auckland City            | Campeón de la Liga de Campeones de la OFC (2014)         |
| País organizador Marruecos    | Moghreb Tétouan          | Campeón de la Liga marroquí de fútbol (2013/14)          |

## Árbitros
Lista de árbitros y asistentes para el torneo
| AFC - Ben Williams - Matthew Cream (asistente) - Paul Cetrangolo (asistente) Concacaf - Walter López - Leonel Leal (asistente) - Gerson López (asistente) Conmebol - Enrique Osses - Carlos Astroza (asistente) - Sergio Román (asistente) CAF - Noumandiez Doue - Songuifolo Yeo (asistente) - Jean-Claude Birumushahu (asistente) OFC - Norbert Hauata - Tevita Makasini (asistente) - Paul Ahupu (asistente) UEFA - Pedro Proença - Bertino Miranda (asistente) - José Trigo (asistente) |

## Calendario y resultados

### Cuadro de desarrollo
|  | Eliminación preliminar      | Eliminación preliminar      |                             |                   | Cuartos de final        | Cuartos de final        |               |               | Semifinales | Semifinales |  |  | Final                       | Final                       |
|  | 10 de diciembre – Rabat     |                             |                             |                   |                         |                         |               |               |             |             |  |  |                             |                             |
|  | Moghreb Tétouan             | 0 (3)                       |                             |                   | 13 de diciembre – Rabat | 13 de diciembre – Rabat |               |               |             |             |  |  |                             |                             |
|  | Moghreb Tétouan             | 0 (3)                       |                             |                   | 13 de diciembre – Rabat | 13 de diciembre – Rabat |               |               |             |             |  |  |                             |                             |
|  | Auckland City (p.)          | 0 (4)                       |                             |                   | Sétif                   | 0                       |               |               |             |             |  |  |                             |                             |
|  | Auckland City (p.)          | 0 (4)                       | 17 de diciembre – Marrakech |                   | Sétif                   | 0                       |               |               |             |             |  |  |                             |                             |
|  |                             |                             |                             |                   | Auckland City           | 1                       |               |               |             |             |  |  |                             |                             |
|  | San Lorenzo (t. s.)         | 2                           |                             |                   | Auckland City           | 1                       |               |               |             |             |  |  |                             |                             |
|  | San Lorenzo (t. s.)         | 2                           |                             |                   |                         |                         |               |               |             |             |  |  |                             |                             |
|  |                             |                             | Auckland City               | 1                 |                         |                         |               |               |             |             |  |  |                             |                             |
|  |                             |                             | Auckland City               | 1                 |                         |                         |               |               |             |             |  |  |                             |                             |
|  |                             |                             | 20 de diciembre – Marrakech |                   |                         |                         |               |               |             |             |  |  |                             |                             |
|  |                             |                             |                             |                   |                         |                         |               |               |             |             |  |  |                             |                             |
|  | San Lorenzo                 | 0                           |                             |                   |                         |                         |               |               |             |             |  |  |                             |                             |
|  | San Lorenzo                 | 0                           | 13 de diciembre – Rabat     |                   |                         |                         |               |               |             |             |  |  |                             |                             |
|  |                             | Real Madrid                 | 2                           |                   |                         |                         |               |               |             |             |  |  |                             |                             |
|  |                             |                             | 2                           | Cruz Azul (t. s.) | 3                       |                         |               |               |             |             |  |  |                             |                             |
|  | 16 de diciembre – Marrakech |                             |                             | Cruz Azul (t. s.) | 3                       |                         |               |               |             |             |  |  |                             |                             |
|  |                             | Western Sydney              | 1                           |                   |                         |                         |               |               |             |             |  |  |                             |                             |
|  | Cruz Azul                   | Western Sydney              | 1                           | 0                 |                         |                         |               |               |             |             |  |  |                             |                             |
|  | Cruz Azul                   | Quinto puesto               | Quinto puesto               | 0                 |                         |                         | Tercer puesto | Tercer puesto |             |             |  |  |                             |                             |
|  |                             | Quinto puesto               | Quinto puesto               |                   | Real Madrid             | 4                       | Tercer puesto | Tercer puesto |             |             |  |  |                             |                             |
|  | Sétif (p.)                  | 2 (5)                       | Cruz Azul                   | 1 (2)             | Real Madrid             | 4                       |               |               |             |             |  |  |                             |                             |
|  | Sétif (p.)                  | 2 (5)                       | Cruz Azul                   | 1 (2)             |                         |                         |               |               |             |             |  |  |                             |                             |
|  | Western Sydney              | 2 (4)                       | Auckland City (p.)          | 1 (4)             |                         |                         |               |               |             |             |  |  |                             |                             |
|  | Western Sydney              | 2 (4)                       | Auckland City (p.)          | 1 (4)             |                         |                         |               |               |             |             |  |  |                             |                             |
|  | 17 de diciembre – Marrakech | 17 de diciembre – Marrakech |                             |                   |                         |                         |               |               |             |             |  |  | 20 de diciembre – Marrakech | 20 de diciembre – Marrakech |

### Eliminación preliminar
- Los horarios corresponden al huso horario de Marruecos (Hora central europea): UTC (0) en horario estándar.

| 10 de diciembre de 2014, 19:30 | Moghreb Tétouan                            | 0:0 (t. s.)(3:4 p.)        | Auckland City                           | Estadio Moulay Abdellah, Rabat                           |                                                          |
|                                |                                            | Reporte                    |                                         | Asistencia: 35 247 espectadores Árbitro(s): Walter López | Asistencia: 35 247 espectadores Árbitro(s): Walter López |
|                                |                                            | Tiros desde el punto penal |                                         |                                                          |                                                          |
|                                | - Jahouh - Krouch - Fall - Naim - Khallati |                            | - Payne - Irving - White - Bilen - Issa |                                                          |                                                          |

### Cuartos de final
| 13 de diciembre de 2014, 16:00 | Sétif | 0:1 (0:0) | Auckland City | Estadio Moulay Abdellah, Rabat                            |                                                           |
|                                |       | Reporte   | Irving 52'    | Asistencia: 22 153 espectadores Árbitro(s): Pedro Proença | Asistencia: 22 153 espectadores Árbitro(s): Pedro Proença |

| 13 de diciembre de 2014, 19:30                                                                     | Cruz Azul                                     | 3:1 (1:1, 0:0) (t. s.)(2:0 t. s.) | Western Sydney Wanderers | Estadio Moulay Abdellah, Rabat                              |                                                             |
| | Torrado 89' (pen.), 118' (pen.) · Pavone 108' | Reporte                           | La Rocca 65'             | Asistencia: 22 153 espectadores Árbitro(s): Noumandiez Doue | Asistencia: 22 153 espectadores Árbitro(s): Noumandiez Doue |
| El gol de Iacopo La Rocca es el número 250 en la historia de la Copa Mundial de Clubes de la FIFA. |                                               |                                   |                          |                                                             |                                                             |

### Quinto lugar
| 17 de diciembre de 2014, 16:30 | Sétif                                                                           | 2:2 (0:1) (5:4 p.)         | Western Sydney Wanderers                                                  | Estadio de Marrakech, Marrakech                            |                                                            |
|                                | Mullen 50' (a.g.) · Ziaya 57'                                                   | Reporte                    | Castelen 5' · Saba 89'                                                    | Asistencia: 18 458 espectadores Árbitro(s): Norbert Hauata | Asistencia: 18 458 espectadores Árbitro(s): Norbert Hauata |
|                                |                                                                                 | Tiros desde el punto penal |                                                                           |                                                            |                                                            |
|                                | - Djahnit - Gasmi - Belameiri - Ziaya - Mellouli - Arroussi - Megateli - Zerara |                            | - Saba - Haliti - Trifiro - Juric - Bouzanis - Mullen - Fofanah - Adeleke |                                                            |                                                            |

### Semifinales
| 16 de diciembre de 2014, 19:30 | Cruz Azul | 0:4 (0:2) | Real Madrid                                          | Estadio de Marrakech, Marrakech                           |                                                           |
| |           | Reporte   | Sergio Ramos 15' · Benzema 36' · Bale 50' · Isco 72' | Asistencia: 34 862 espectadores Árbitro(s): Enrique Osses | Asistencia: 34 862 espectadores Árbitro(s): Enrique Osses |
| El partido estaba programado para disputarse en el Estadio Moulay Abdellah de Rabat, pero debido a las malas condiciones del terreno de juego la FIFA cambió la sede al Estadio de Marrakech. |           |           |                                                      |                                                           |                                                           |

| 17 de diciembre de 2014, 19:30 | San Lorenzo                  | 2:1 (1:1, 1:0) (t. s.)(1:0 t. s.) | Auckland City | Estadio de Marrakech, Marrakech                               |                                                               |
|                                | Barrientos 45+2' · Matos 93' | Reporte                           | Berlanga 67'  | Asistencia: 18 458 espectadores Árbitro(s): Benjamin Williams | Asistencia: 18 458 espectadores Árbitro(s): Benjamin Williams |

### Tercer lugar
| 20 de diciembre de 2014, 16:30 | Cruz Azul                                 | 1:1 (0:1) (2:4 p.)         | Auckland City                               | Estadio de Marrakech, Marrakech                           |                                                           |
|                                | Rojas 57'                                 | Reporte                    | De Vries 45+2'                              | Asistencia: 38 345 espectadores Árbitro(s): Pedro Proença | Asistencia: 38 345 espectadores Árbitro(s): Pedro Proença |
|                                |                                           | Tiros desde el punto penal |                                             |                                                           |                                                           |
|                                | - Giménez - Formica - Rodríguez - Valadéz |                            | - Payne - Irving - White - Pritchett - Issa |                                                           |                                                           |

### Final
| 1          | POR        | Iker Casillas     |     |
| 4          | DEF        | Sergio Ramos      | 89' |
| 3          | DEF        | Pepe              |     |
| 15         | DEF        | Daniel Carvajal   | 73' |
| 12         | DEF        | Marcelo Vieira    | 44' |
| 8          | MED        | Toni Kroos        |     |
| 23         | MED        | Isco Alarcón      |     |
| 10         | MED        | James Rodríguez   |     |
| 11         | DEL        | Gareth Bale       |     |
| 7          | DEL        | Cristiano Ronaldo |     |
| 9          | DEL        | Karim Benzema     |     |
| Entrenador | Entrenador | Carlo Ancelotti   |     |

| 12         | POR        | Sebastián Torrico    |     |
| 3          | DEF        | Mario Yépes          | 61' |
| 14         | DEF        | Walter Kannemann     |     |
| 7          | DEF        | Julio Buffarini      |     |
| 21         | DEF        | Emmanuel Mas         |     |
| 5          | MED        | Juan Ignacio Mercier |     |
| 30         | MED        | Gonzalo Verón        | 57' |
| 8          | MED        | Enzo Kalinski        |     |
| 20         | MED        | Néstor Ortigoza      |     |
| 11         | MED        | Pablo Barrientos     |     |
| 9          | DEL        | Martín Cauteruccio   | 68' |
| Entrenador | Entrenador | Edgardo Bauza        |     |

| 5  | DEF | Fábio Coentrão | 44' |
| 17 | DEF | Álvaro Arbeloa | 73' |
| 2  | DEF | Raphaël Varane | 89' |

| 10 | MED | Leandro Romagnoli | 57' |
| 2  | DEF | Mauro Cetto       | 61' |
| 26 | DEL | Mauro Matos       | 68' |

| Anotado | 37' | Sergio Ramos | 1-0 |
| Anotado | 51' | Gareth Bale  | 2-0 |
|         |     |              |     |

| Amonestado | 22' | Sergio Ramos    |
| Amonestado | 30' | Daniel Carvajal |

| Amonestado | 12' | Néstor Ortigoza  |
| Amonestado | 16' | Pablo Barrientos |
| Amonestado | 55' | Julio Buffarini  |
| Amonestado | 85' | Walter Kannemann |

| Árbitro             | Walter López    |
| Árbitros asistentes | Leonel Leal     |
| Árbitros asistentes | Gerson López    |
| Cuarto árbitro      | Noumandiez Doue |

| 1          | POR        | Iker Casillas     |     |
| 4          | DEF        | Sergio Ramos      | 89' |
| 3          | DEF        | Pepe              |     |
| 15         | DEF        | Daniel Carvajal   | 73' |
| 12         | DEF        | Marcelo Vieira    | 44' |
| 8          | MED        | Toni Kroos        |     |
| 23         | MED        | Isco Alarcón      |     |
| 10         | MED        | James Rodríguez   |     |
| 11         | DEL        | Gareth Bale       |     |
| 7          | DEL        | Cristiano Ronaldo |     |
| 9          | DEL        | Karim Benzema     |     |
| Entrenador | Entrenador | Carlo Ancelotti   |     |

| 12         | POR        | Sebastián Torrico    |     |
| 3          | DEF        | Mario Yépes          | 61' |
| 14         | DEF        | Walter Kannemann     |     |
| 7          | DEF        | Julio Buffarini      |     |
| 21         | DEF        | Emmanuel Mas         |     |
| 5          | MED        | Juan Ignacio Mercier |     |
| 30         | MED        | Gonzalo Verón        | 57' |
| 8          | MED        | Enzo Kalinski        |     |
| 20         | MED        | Néstor Ortigoza      |     |
| 11         | MED        | Pablo Barrientos     |     |
| 9          | DEL        | Martín Cauteruccio   | 68' |
| Entrenador | Entrenador | Edgardo Bauza        |     |

| 5  | DEF | Fábio Coentrão | 44' |
| 17 | DEF | Álvaro Arbeloa | 73' |
| 2  | DEF | Raphaël Varane | 89' |

| 10 | MED | Leandro Romagnoli | 57' |
| 2  | DEF | Mauro Cetto       | 61' |
| 26 | DEL | Mauro Matos       | 68' |

| Anotado | 37' | Sergio Ramos | 1-0 |
| Anotado | 51' | Gareth Bale  | 2-0 |
|         |     |              |     |

| Amonestado | 22' | Sergio Ramos    |
| Amonestado | 30' | Daniel Carvajal |

| Amonestado | 12' | Néstor Ortigoza  |
| Amonestado | 16' | Pablo Barrientos |
| Amonestado | 55' | Julio Buffarini  |
| Amonestado | 85' | Walter Kannemann |

| Árbitro             | Walter López    |
| Árbitros asistentes | Leonel Leal     |
| Árbitros asistentes | Gerson López    |
| Cuarto árbitro      | Noumandiez Doue |

| Estadísticas       | Real Madrid | San Lorenzo |
| ------------------ | ----------- | ----------- |
| Tiros              | 12          | 9           |
| Tiros a puerta     | 10          | 4           |
| Faltas             | 16          | 24          |
| Penaltis           | 0           | 0           |
| Fueras de juego    | 2           | 0           |
| Córneres           | 5           | 3           |
| Posesión del balón | 63%         | 37%         |

|                                                                       |
| Bandera de España                                                     |
| Campeón Real Madrid                                                   |
| 1.er título 4.to título mundial considerando la Copa Intercontinental |

## Estadísticas

### Tabla de rendimiento
En negrita el equipo campeón.
| Pos | Club                     | Puntos | PJ | PG | PE | PP | GF | GC | Dif. | Rend. |
| --- | ------------------------ | ------ | -- | -- | -- | -- | -- | -- | ---- | ----- |
| 1   | Real Madrid              | 6      | 2  | 2  | 0  | 0  | 6  | 0  | 6    | 100%  |
| 2   | San Lorenzo              | 3      | 2  | 1  | 0  | 1  | 2  | 3  | -1   | 50%   |
| 3   | Auckland City            | 5      | 4  | 1  | 2  | 1  | 3  | 3  | 0    | 42%   |
| 4   | Cruz Azul                | 4      | 3  | 1  | 1  | 1  | 4  | 6  | -2   | 44%   |
| 5   | Sétif                    | 1      | 2  | 0  | 1  | 1  | 2  | 3  | -1   | 17%   |
| 6   | Western Sydney Wanderers | 1      | 2  | 0  | 1  | 1  | 3  | 5  | -2   | 17%   |
| 7   | Moghreb Tétouan (Local)  | 1      | 1  | 0  | 1  | 0  | 0  | 0  | 0    | 33%   |

### Tabla de goleadores
Al goleador le corresponde la Bota de oro del campeonato, al segundo goleador la Bota de plata y al tercero la Bota de bronce.
| Jugador          | Equipo                   | Goles | Minutos jugados |
| ---------------- | ------------------------ | ----- | --------------- |
| Sergio Ramos     | Real Madrid              | 2     | 153'            |
| Gareth Bale      | Real Madrid              | 2     | 180'            |
| Gerardo Torrado  | Cruz Azul                | 2     | 330'            |
| Vitor Saba       | Western Sydney Wanderers | 1     | 53'             |
| Mauro Matos      | San Lorenzo              | 1     | 65'             |
| Iacopo La Rocca  | Western Sydney Wanderers | 1     | 120'            |
| Abdelmalek Ziaya | Sétif                    | 1     | 145'            |
| Isco Alarcón     | Real Madrid              | 1     | 166'            |
| Karim Benzema    | Real Madrid              | 1     | 180'            |
| Romeo Castelen   | Western Sydney Wanderers | 1     | 198'            |
| Pablo Barrientos | San Lorenzo              | 1     | 210'            |
| Mariano Pavone   | Cruz Azul                | 1     | 220'            |
| Joao Rojas       | Cruz Azul                | 1     | 247'            |
| Ángel Berlanga   | Auckland City            | 1     | 330'            |
| Ryan de Vries    | Auckland City            | 1     | 450'            |
| John Irving      | Auckland City            | 1     | 450'            |

### Tabla de asistentes
| Jugador           | Equipo                   | Asistencias | Minutos jugados |
| ----------------- | ------------------------ | ----------- | --------------- |
| Toni Kroos        | Real Madrid              | 2           | 163'            |
| Cristiano Ronaldo | Real Madrid              | 2           | 180'            |
| Ahmed Gasmi       | Sétif                    | 1           | 155'            |
| Labinot Haliti    | Western Sydney Wanderers | 1           | 158'            |
| Dani Carvajal     | Real Madrid              | 1           | 163'            |
| Isco Alarcón      | Real Madrid              | 1           | 166'            |
| Emmanuel Mas      | San Lorenzo              | 1           | 210'            |
| Emiliano Tade     | Auckland City            | 1           | 336'            |
| Ryan de Vries     | Auckland City            | 1           | 419'            |
| Tim Payne         | Auckland City            | 1           | 420'            |

### Premio Fair Play
El premio Fair Play de la FIFA se lo otorga al equipo participante que haya logrado el juego más limpio en el campeonato.
| Equipo      |
| Real Madrid |
| ----------- |

### PremioToyota
El Premio Toyota es entregado al mejor jugador de la final.
| Jugador      | Equipo      |
| Sergio Ramos | Real Madrid |
| ------------ | ----------- |

### Balones de Oro, Plata y BronceAdidas[2]
El Balón de Oro Adidas es un reconocimiento entregado por la firma alemana de indumentaria patrocinante del Mundial de Clubes, para el mejor jugador de la final. Asimismo, también son entregados los Balones de Plata y Bronce para los considerados segundo y tercero mejores jugadores de la final, respectivamente.
| Jugador           | Equipo        |
| ----------------- | ------------- |
| Sergio Ramos      | Real Madrid   |
| Cristiano Ronaldo | Real Madrid   |
| Ivan Vicelich     | Auckland City |